# Marsilius-Kolleg

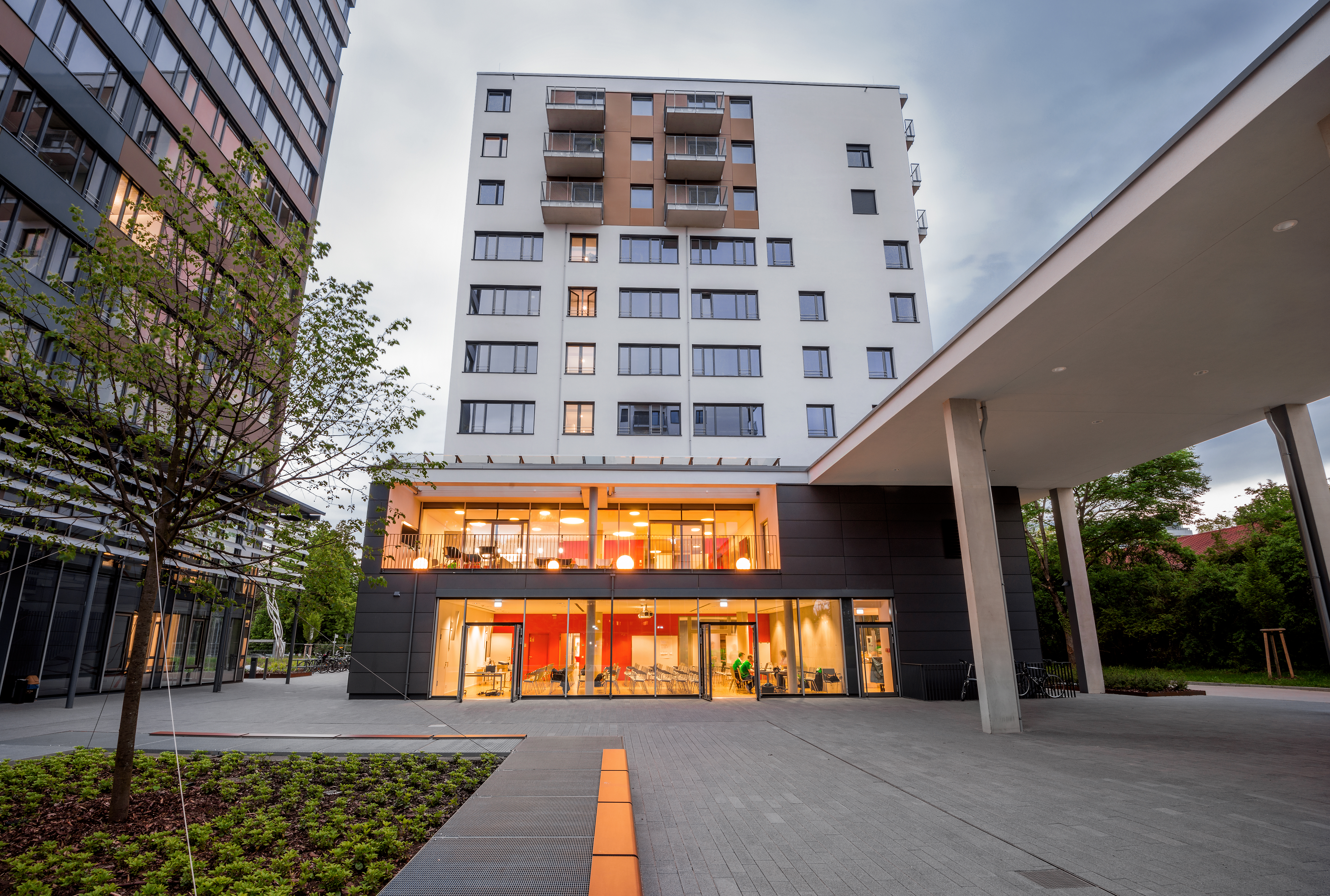
Marsilius-Arkaden, Heidelberg

Das Marsilius-Kolleg ist ein interdisziplinäres Kolleg der Universität Heidelberg. Es wurde 2007 im Rahmen des vom Wissenschaftsrat bewilligten Antrags der Universität in der dritten Förderlinie der Exzellenzinitiative des Bundes und der Länder als „Institute for Advanced Study“ eingerichtet. Übergreifendes Ziel des Marsilius-Kollegs ist es, das Gespräch zwischen verschiedenen Wissenschaftskulturen (Lebenswissenschaften, Naturwissenschaften, Sozial- und Rechtswissenschaften, Geistes- und Kulturwissenschaften) am Wissenschaftsstandort Heidelberg zu fördern sowie disziplinübergreifende Forschungsprojekte zu initiieren und zu konkretisieren. Damit einhergehend widmet sich das Kolleg auch zunehmend dem Dialog zwischen Wissenschaft und Gesellschaft.
Das Kolleg ist nach dem Gründungsrektor der Universität Heidelberg, Marsilius von Inghen, benannt.

## Hochschulpolitischer Hintergrund
Ausgangspunkt der Gründung des Marsilius-Kollegs war eine Diskussion über die Zukunft des Modells der Volluniversität im Rahmen der Antragstellung für die Exzellenzinitiative.
Das Marsilius-Kolleg ist eine institutionelle Antwort auf die Probleme ständig zunehmender wissenschaftlicher Spezialisierung und der damit verbundenen Isolierung der Wissenschaftskulturen. Beabsichtigt wird eine Vernetzung der Wissenschaftskulturen auf der Grundlage und nicht auf Kosten disziplinärer Spezialisierung. Durch das Marsilius-Kolleg sollen insbesondere auch die experimentell arbeitenden Natur- und Lebenswissenschaften in den interdisziplinären Dialog eingebunden werden, da diese an den bestehenden „Institutes for Advanced Study“ aufgrund ihrer stärkeren Ortsgebundenheit (Labore und Arbeitsgruppen) nur selten partizipieren können.

## Ziele
Das Marsilius-Kolleg verfolgt gemäß der vom Senat der Universität Heidelberg verabschiedeten Satzung die folgenden Ziele:
- Förderung des Dialogs zwischen den Vertretern verschiedener Wissenschaftskulturen im Rahmen eines integrativen Verständnisses von Natur, Geist und Kultur
- Netzwerkbildung innerhalb der Universität sowie zwischen ihr und den im Raum Heidelberg angesiedelten außeruniversitären Forschungseinrichtungen und mit ausgewählten nationalen und internationalen Partnern
- Initiierung neuer Forschungsprojekte, die eine einzelne Wissenschaftskultur überschreiten
- Durchführung solcher Forschungsprojekte auch unter Einbeziehung von Nachwuchswissenschaftlern
- Vermittlung der gewonnenen Erkenntnisse in die universitäre und außeruniversitäre Öffentlichkeit
- Durchführung interdisziplinärer Lehrveranstaltungen im Rahmen der Marsilius-Studien nach der Satzung der Marsilius-Studien[3]

## Instrumente interdisziplinärer Zusammenarbeit am Marsilius-Kolleg
Um die genannten Ziele zu erreichen, wurden folgende Instrumente entwickelt:

### Fellows
Die Universität beruft jedes Jahr 10 bis 15 Wissenschaftler als Fellows des Marsilius-Kollegs. Die Fellows bearbeiten am Kolleg Arbeitsvorhaben, die die Zusammenarbeit unterschiedlicher Wissenschaftskulturen erfordern. Die wöchentlichen Diskussionen der Fellows bilden den Kern des Marsilius-Kollegs. Die Fellows des Marsilius-Kollegs werden nach eingehender Bewerbung auf Vorschlag des Auswahlausschusses, dem auch externe Wissenschaftler angehören, vom Rektorat berufen.
Ziel der Fellowships ist es auch, längerfristige interdisziplinäre Forschungsprojekte zu initiieren (z. B. Marsilius-Projekte), die entweder durch externe Drittmittelgeber oder durch das Kolleg selbst gefördert werden können.

### Young Marsilius Fellows
Ab 2021 wird das Young Marsilius Fellow Program for Interdisciplinarity and Science Communication (YMFP) eingerichtet.
Konzipiert für Postdoktoranden und weit fortgeschrittene Doktoranden der Universität Heidelberg und der umliegenden außeruniversitären Forschungseinrichtungen, umfassen die einjährigen Fellowships die Zusammenarbeit an einem gemeinsam entwickelten interdisziplinären Projekt sowie Workshops zum Thema Wissenschaftskommunikation. Umfang, Inhalte und Ausrichtung der Young Marsilius Fellowships sind auf die Besonderheiten der Karrierestufe von Postdoktoranden angepasst. Die jährlichen Projekte der interdisziplinären Zusammenarbeit der YM-Fellow-Klassen stehen unter einem für alle Disziplinen anschlussfähigen Jahresmotto (z. B. 2021 „Freund & Feind“).

### Marsilius-Studien
Auf Anregung von Studierenden wurden 2010 die „Marsilius-Studien“, ein ergänzendes interdisziplinäres Studienprogramm, eingerichtet.
Die Marsilius-Studien dienen der Möglichkeit, dem akademischen Nachwuchs einen Zugang zur interdisziplinären Grundlagenforschung zu eröffnen. Teilnehmende können andere Wissenschaftskulturen kennenlernen und das Erlernte mit den Theorien und Methoden ihrer eigenen Disziplin verknüpfen.
Um das Zertifikat zu erhalten, müssen Absolvent zwei Brücken-Seminare der Marsilius-Studien absolvieren sowie an einer dem eigenen Studienfach fremden Veranstaltung teilnehmen. Als Abschlussleistung halten die Studierenden einen Fachvortrag für ein fachfremdes Publikum, zu dessen Vorbereitung sie von einem/einer Fellow des Marsilius-Kollegs als Mentor begleitet werden.

### Marsilius-Vorlesungen
Das Marsilius-Kolleg organisiert jedes Semester eine „Marsilius-Vorlesung“, bei der namhafte Wissenschaftler aus unterschiedlichen Bereichen zu disziplinenübergreifenden Themen sprechen. Diese werden dort mit der „Marsilius-Medaille“ ausgezeichnet, die für besondere Verdienste für das Gespräch zwischen den Wissenschaftskulturen verliehen wird. Redner und Preisträger waren bislang:
| Datum      | Festredner                  | Wissenschaftsdisziplin               | Vorlesungsthema |
| ---------- | --------------------------- | ------------------------------------ | --- |
| 14.11.2024 | Ulrike Malmendier           | Ökonomie                             | Wie Erfahrungen uns prägen |
| 01.07.2024 | George Q. Daley             | Stammzellforschung und Krebsbiologie | Sientific Progress and the Need for Oversight                                                                                    |
| 25.01.2024 | Frank C. Worrell            | Psychologie                          | Time Constructs — A critical Concept in Human Functionning                                                                       |
| 10.07.2023 | Donald E. Ingber            | Biologie und Ingenieurskunst         | Bridging Science, Engineering, and Art: From Mechanobiology to Human Organs-on-Chips                                             |
| 27.10.2022 | Ute Frevert                 | Bildungsforschung                    | Politik und Gefühl — Eine unheilige Allianz?                                                                                     |
| 21.07.2022 | Mathias Risse               | Philosophie                          | Digitaldemokratie |
| 24.02.2022 | Ingolf U. Dalferth          | Religionsphilosophie                 | Hoffnung - Grundlinien einer menschlichen Orientierungsweise                                                                     |
| 22.07.2021 | Antje Boetius               | Meeres- & Polarforschung             | Mensch und Meer – zur Zukunft von Ozeanen und Polarregionen                                                                      |
| 04.02.2021 | Lambert Wiesing             | Philosophie                          | Wahrnehmung und Selbstbewusstsein                                                                                                |
| 16.07.2020 | Bernhard Schölkopf          | Informatik                           | Symbolische, Statistische und Kausale Intelligenz                                                                                |
| 30.01.2020 | Angelika Nußberger          | Rechtswissenschaft                   | Europa, deine Menschenrechte |
| 23.05.2019 | Daniel Jobst Müller         | Biophysik                            | Engineering Molekularer und Zellulärer Systeme für ein besseres Leben                                                            |
| 31.01.2019 | Hermann Parzinger           | Kulturgutforschung                   | Kulturgut auf Abwegen. Zwischen Provenienzforschung, Wiedergutmachung und Shared Heritage                                        |
| 17.05.2018 | Petra Schwille              | Biophysik                            | Leben. Der (kleine) Schritt zur belebten Materie                                                                                 |
| 30.11.2017 | Marina Münkler              | Germanistik                          | Fremdheit. Mittelalterliche Lösungen und moderne Probleme                                                                        |
| 01.06.2017 | Kevin Esvelt                | Biotechnologie                       | Wisely Engineering Shared Ecosystems. Leveraging gene drive to ensure open and community-responsive genetic engineering research |
| 26.01.2017 | Elke Seefried               | Geschichtswissenschaft               | Zukünfte. Eine Geschichte der Zukunftsforschung seit 1945                                                                        |
| 12.05.2016 | Joachim von Braun           | Agrarökonomie                        | Bioökonomie: Nachhaltig leben und wirtschaften                                                                                   |
| 03.02.2016 | Jutta Allmendinger          | Soziologie                           | Wissenschaft als Berufung? Karrieren im Wissenschaftssystem des 21. Jahrhunderts                                                 |
| 11.06.2015 | Elio Riboli                 | Medizin und Public Health            | Can we prevent Chronic Disease? The role of Nutrition and Lifestyle                                                              |
| 29.01.2015 | Melanie Wald-Fuhrmann       | Musikwissenschaft                    | Warum lieben Sie Brahms? Musikgeschmacksforschung zwischen Historie, Soziologie und Neurowissenschaft                            |
| 05.06.2014 | Felix Schürmann             | Physik                               | „Wettlauf ums Gehirn?“ – Das europäische Human Brain Project                                                                     |
| 06.02.2014 | Hans-Jörg Rheinberger       | Wissenschaftsgeschichte              | Natur und Kultur im Spiegel des Wissens                                                                                          |
| 16.05.2013 | Onur Güntürkün              | Neurowissenschaften                  | Die Evolution des Denkens |
| 07.02.2013 | Alvin Roth                  | Wirtschaftswissenschaften            | Kidney Exchange and other market and near-market approaches to transplantation                                                   |
| 10.05.2012 | Simon White                 | Astrophysik                          | Kosmische Evolution: Der Ursprung unseres Universums                                                                             |
| 01.02.2012 | Edna Foa                    | Medizin und Psychiatrie              | Post-traumatic Stress: Etiology and treatment taking social aspects into account                                                 |
| 30.06.2011 | Douglas Price               | Archäometrie                         | Isotopes and ancient teeth: A new window on the human past                                                                       |
| 03.02.2011 | Gerd Gigerenzer             | Psychologie                          | Die Illusion der Gewissheit: Wie wir uns von Statistiken verwirren lassen                                                        |
| 08.07.2010 | Jörg Widmann                | Komposition & Klarinette             | „Die Zukunft soll das höhere Echo der Vergangenheit sein“ (Robert Schumann) – Über Tradition und Innovation in der Musik         |
| 04.02.2010 | Christiane Nüsslein-Volhard | Biologie                             | Wachstum in Natur und Kultur |
| 02.07.2009 | Dieter Grimm                | Rechtswissenschaft                   | Die Kunst ist frei – aber was ist Kunst?                                                                                         |
| 19.02.2009 | Wolfgang Frühwald †         | Germanistik                          | „Lies nur die linken Seiten eines Buches!“ – Über Mehrung und Zerfall moderner Wissenswelten                                     |
| 18.07.2008 | Günter Blobel †             | Biomedizin                           | Die Zelle als Kunstwerk |

### Marsilius kontrovers
Das Veranstaltungsformat „Marsilius kontrovers“ ist als Diskussion zwischen einer Expertengruppe, bestehend aus Fellows des Kollegs, und dem Publikum zu einem gesellschaftlich relevanten Thema konzipiert. Nachdem die Wissenschaftler ihre Forschung zu der Thematik aus unterschiedlichen disziplinären Perspektiven in Kurzvorträgen präsentiert haben, besteht die Möglichkeit für das Publikum, kritische Rückfragen zu stellen und in einen Dialog zu treten.

### Gastprofessur für Wissenschaftskommunikation
Auf die Nature-Marsilius Gastprofessur für Wissenschaftskommunikation (ehem. Springer Nature Gastprofessur) werden Experten berufen, die im Rahmen eigener Veranstaltungen Anregungen und Erkenntnisse um den Themenkomplex Berichterstattung und Kommunikation in der Wissenschaft bieten und das Bewusstsein dafür schärfen sollen.
Die Nature-Marsilius Gastprofessur ist eine gemeinsame Initiative der Holtzbrinck Berlin (ehem. Holtzbrinck Publishing Group), der Klaus Tschira Stiftung (KTS) und der Ruprecht-Karls-Universität Heidelberg.
Alle bisherigen und aktuellen Gastdozierenden:
|                          | Gastdozierende                                                        | Kamingespräche |
| ------------------------ | --------------------------------------------------------------------- | -------------- |
| Wintersemester 2018/2019 | Sir Philip Campbell (Editor-in-Chief von Springer Nature)             | Aufzeichnung   |
| Wintersemester 2019/2020 | Dagmar Röhrlich (Wissenschaftsjournalistin)                           | Aufzeichnung   |
| 2021/2022                | Eva Wolfangel                                                         | Aufzeichnung   |
| 2022/2023                | Ionica Smeets                                                         | Aufzeichnung   |
| Wintersemester 2022/2023 | Mai Thi Nguyen-Kim (Wissenschaftsjournalistin und Fernsehmoderatorin) | Aufzeichnung   |
| 2023/2024                | Michele Catanzaro                                                     | Aufzeichnung   |
| Wintersemester 2023/2024 | Martin Enserink                                                       | Aufzeichnung   |
| 2024                     | Fiona Fox                                                             | Aufzeichnung   |
| Wintersemester 2024/2025 | Kai Kupferschmidt                                                     | Aufzeichnung   |
| 2025                     | Verena Mischitz                                                       |                |

## Das Direktorium
Das Marsilius-Kolleg wird von zwei Direktoren aus unterschiedlichen Wissenschaftskulturen geleitet, die dem Rektorat der Universität Heidelberg berichten. Sie werden vom Senat der Universität für drei Jahre gewählt.
| Amtszeit  | Direktorium                                                                                     |
| --------- | ----------------------------------------------------------------------------------------------- |
| Seit 2020 | Michael Boutros (Genomforschung) & Friederike Nüssel (Systematische Theologie)                  |
| 2014–2020 | Thomas Rausch (Molekulare Pflanzenbiologie) & Bernd Schneidmüller (Mittelalterliche Geschichte) |
| 2007–2014 | Gründungsdirektoren: Hans-Georg Kräusslich (Virologie) & Wolfgang Schluchter (Soziologie)       |